# Diduga metaleuca
Diduga metaleuca är en fjärilsart som beskrevs av George Francis Hampson 1918. Diduga metaleuca ingår i släktet Diduga och familjen björnspinnare. Inga underarter finns listade i Catalogue of Life.